# Мехонский район
Мехонский район — административно-территориальная единица в составе Уральской, Челябинской и Курганской областей, существовавшая в 1923—1932 и 1941—1963 годах. Центр — село Мехонское.
Мехонский район был образован в составе Шадринского округа Уральской области в ноябре 1923 года. В состав района вошли сельсоветы Бахаревский, Грачевский, Дальнекубасовский, Изъедугинский, Ичкинский, Каширцевский, Кондинский, Кызылбаевский, Ленский, Малышевский, Мехонский, Плоскинский, Поротовский, Спицынский, Терсюкский, Чемякинский и Шайтанский.
13 сентября 1924 года из Ольховского района в Мехонский был передан Титовский с/с.
В 1930 году окружное деление в СССР было отменено и район перешёл в прямое подчинение Уральской области.
1 января 1932 года Мехонский район был упразднён. При этом Кызылбаевский и Терсюкский с/с были переданы в Ольховский район, а остальные — в Каргапольский район.
Мехонский район был восстановлен в составе Челябинской области 24 апреля 1941 года из частей Каргапольского (Бахаревский, Грачевский, Дальнекубасовский, Изъедугинский, Ичкинский, Каширцевский, Кондинский, Ленский, Малышевский, Мехонский, Плоскинский, Поротовский, Спицынский, Титовский и Шайтанский с/с), Ольховского (Борчаниновский, Кызылбаевский и Неонилинский с/с) и Шадринского (Ильтяковский и Кокоринский с/с) районов.
6 февраля 1943 года Мехонский район вошёл в состав Курганской области.
14 июня 1954 года были упразднены Борчаниновский, Грачевский, Ичкинский, Кокоринский, Ленский, Малышевский, Плоскинский, Поротовский и Титовский с/с. 10 июня 1959 года были упразднены Каширцевский, Кызылбаевский и Шайтанский с/с. 16 июня 1962 года Кызылбаевский с/с был восстановлен.
1 февраля 1963 года Мехонский район был упразднён. При этом Дальнекубасовский, Изъедугинский, Ильтяковский, Кондинский, Кызылбаевский, Мехонский, Неонилинский и Спицынский с/с были переданы в Шадринский район, а Бахаревский с/с — в Каргапольский район.